# Glacies bentelii
Glacies bentelii is een vlinder uit de familie spanners (Geometridae). De wetenschappelijke naam is voor het eerst geldig gepubliceerd in 1890 door Ratzer.
De soort komt voor in Europa.